# Помпейська ера

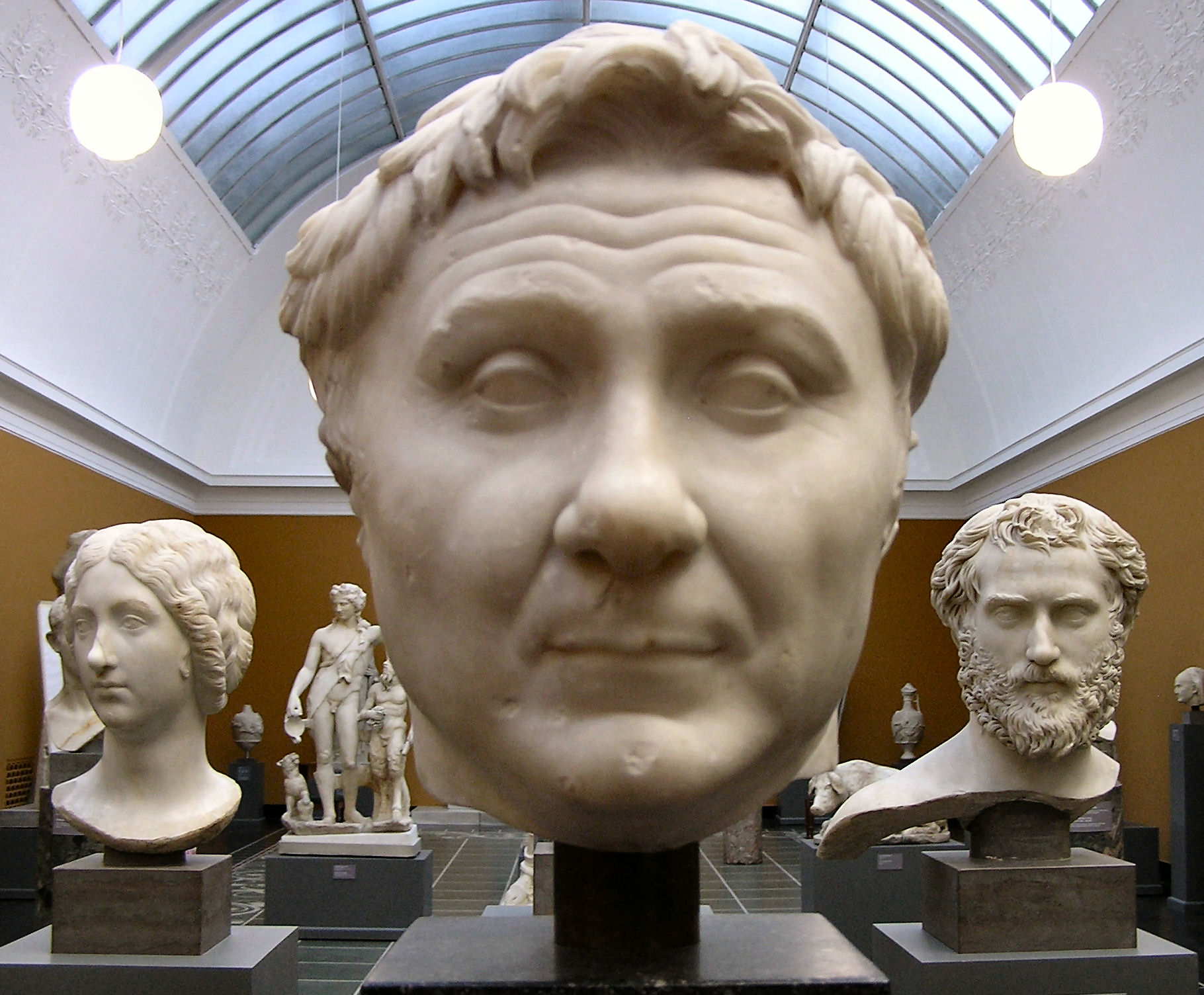
Бюст Гнея Помпея

Помпейська ера (інколи скорочують як PE) — календарна ера, що використовувалася елліністичними містами в римській Палестині, зокрема містами Десятимістя. Календар відраховував роки від завоювання регіону римським генералом Помпеєм 63 року до н. е. Багато з цих міст були самоврядними полісами, перш ніж єврейські Хасмонеї завоювали їх в II сторіччі до н. е. Римляни відновили свій самоврядний статус, тому завоювання склало «новий фундамент» міст, і вони зробили цю дату епохальним роком свого календаря. Деякі інші довколишні міста, такі як Філадельфія, перейняли еру, хоча сами ніколи не перебували під владою Хасмонеїв.
Коли археологи знаходять помпейські датування на монетах і написах міста, вони, зазвичай, використовують це як доказ приналежності міста до групи Декаполісу. Проте ж деякі міста, що стародавні письменники перераховували до Десятимістя, не використали помпейську еру. Зокрема, Дамаск продовжував користуватися датуванням з використанням ери Селевкідів.
Регіон продовжував використовувати помпейського еру у візантійський період, через багато часу після того, як термін «Декаполіс» вийшов з ужитку. Календар використовувався навіть після арабського завоювання Сирії VII сторіччя вже нашої ери. Церква в Хільде, неподалік від Філадельфії (Амман), зустрічається напис за 750 помпейський рік або ж 687 н. е., що було через кілька років після завоювання мусульманами.

### Дати в помпейській ері
1 PE = 63 до н. е.
63 PE = 1 до н. е.
64 PE = 1 н. е.
699 PE = 636 н. е. (Битва при Ярмуці)
2088  PE = 2025 н. е.